# Dragon Dice
Dragon Dice è un gioco di dadi collezionabile originariamente prodotto dalla TSR e successivamente dalla SFR. Nel 1995 ha vinto l'Origins Award per il miglior gioco fantasy o di fantascienza. Le razze e i mostri usati in Dragon Dice sono stati creati da Lester Smith e includono creature basate sul gioco di ruolo Dungeons & Dragons più altre uniche a Dragon Dice.

## Ambientazione
Il gioco simula lo scontro tra armate fantasy per il controllo di un mondo chiamato Esfah. Esfah è stato creato dalla dea Nature e dal Father of All ("Padre di Tutto"). Le due divinità ebbero numerosi figli, ognuno dei quali rappresenta uno dei principali elementi platonici fuoco, terra, aria e acqua, rispettivamente Firiel (fuoco), Eldurim (terra), Ailuril (aria) e Aguarehl (acqua) più Death (morte). Seguendo l'esempio di Nature i suoi figli crearono i Coral Elves (Selumari e i nani (Vagha), mentre Death creò i goblins (trogs) e i lava elves (Morehl), per seminare danni e discordia. Nature e suoi figli vennero coinvolti in una guerra continua con Death, che risultò nella creazione di numerose altre razze, tra cui amazoni non morti, uomini albero, ecc...

## Regole di gioco

### Obiettivo
L'obiettivo del gioco è la cattura di due dei tre terreni in palio, rappresentati da dadi. In alternativa vince l'ultimo giocatore a rimanere con unità in gioco. Possono giocare da due a più giocatori.

### Tipi di dadi
Unità normaleLe unità normali sono rappresentate da dadi a sei facce. Il colore del dado ne identifica la razza e rappresenta l'elemento o gli elementi alla base di quella razza. I dadi possono essere di quattro dimensioni differenti, questa identifica la salute dell'unità che può andare da uno (la dimensione minore) a quattro punti (la dimensione maggiore). Una faccia del dado contiene l'icona che identifica l'unità e che se è ottenuta genera un risultato di entità pari alla salute dell'unità per l'azione per cui il dado viene tirato. Le facce restanti contengono una o più icone che rappresentano azioni normali (magia, manovre, mischia, proiettili o tiri salvezza) o icone di azione speciali (SAI) che generano effetti o risultati speciali. Generalmente maggiore la dimensione (e quindi salute) di un'unità più icone può contenere. Le unità sono anche divise per classe in base alla loro specialità. La maggior parte delle razze ha unità di cinque classi diverse, più i mostri (o campioni per gli Eldarim). Molte classi sono condivise (cavalleria, magia, mischia), ma alcune sono uniche di certe razze (magia leggera, mischia leggera, proiettili leggeri)
Mostrii mostri sono rappresentati da dadi a dieci facce, che sono considerati unità e hanno una singola icona su ogni faccia che genera quattro punti effetto (cioè quattro risultati) con la possibile eccezione di alcuni effetti speciali. I mostri fanno parte dell'esercito del giocatore e ognuno di esso vale quattro punti salute.
I giocatori costruiscono armate composte di unità per un ammontare concordato in precedenza di punti salute. Il gioco standard avviene con armate di 36 punti salute, ma è possibile giocare anche con eserciti di valore maggiore o minore.
Le regole avanzate comprendono anche dadi a sei facce monocolore, detti Dragonkin che non sono considerate unità e dadi monocolore a dieci facce detti artefatti che sono considerati un tipo di oggetto magico.

### Terreni
I terreni sono rappresentati da dadi a otto facce di due differenti colori, che indicano gli elementi di cui è composto il terreno. Per esempio un terreno palude è verde/oro, indicando che è composto da terra e acqua. Ogni faccia di un dado terreno è numerata e ha un'icona magia, proiettile o mischia. Il numero e l'icona indicano quanto sono distanti gli eserciti sul terreno rappresentato dal dado. Per esempio se viene mostrata l'icona della magia (un'esplosione stellare) allora gli eserciti sono così distanti che possono solo lanciare incantesimi. L'icona del proiettile (una freccia) significa che sono abbastanza vicini da combattere con armi a gittata e un'icona di mischia (una spada) significa che sono sufficientemente vicini da combattere in mischia.
Ogni giocatore sceglie due terreni per il combattimento, uno "di casa" e l'altro che rappresenta il terreno di frontiera dove si propone di svolgere lo scontro. Alcune razze ottengono benefici da un terreno, come manovre o tiri salvezza aggiuntivi in certi terreni. Un terreno viene catturato da un esercito quando questi riesce a girarlo sull'ottava faccia. L'obiettivo del gioco è il controllo di due terreni. Un esercito che cattura un terreno ottiene doppi tiri salvezza e doppie manovre. L'ottava faccia del terreno mostra una di quattro icone speciali: città, tempio, torre e monoliti, ognuna di esse da un bonus aggiuntivo all'esercito che la cattura. Per esempio un esercito con un tempio è immune all'effetto di magie di morte (nera) e può "seppellire" le unità morte per renderle inutilizzabili per questi incantesimi. Una città permette di reclutare o promuovere unità, una torre permette un'azione di attacco a distanza contro un altro terreno e il monolite permette di lanciare incantesimi del colore di quel terreno anche se l'esercito è di un colore diverso.
L'espansione Battlefield (agosto 2010) ha introdotto: due nuovi terreni, Feylands ("terre fatate", verde/rossa) e Wastelands (blue/red), quattro nuove icone utilizzabili solo per terreni in posizione di frontiera: Dragon Lair ("tana del drago"), Grove ("radura"), SFR WatchTower ("torre di guardia SFR"), e Vortex ("vortice") e infine i terreni minori (dadi a otto facce di dimensioni minori).

### Draghi
I draghi sono rappresentati da dadi a dodici facce monocolore. Ogni faccia mostra l'immagine della parte di dragone che agisce quando quella faccia viene tirata. I dragoni devono essere evocati su un terreno usando la magia. Poiché il giocatore che evoca il drago non lo controlla corre il rischio che questo si rivolti contro di lui. Un drago può essere portato in gioco per ogni 24 punti ferita di unità in gioco. Perciò giocando con eserciti da 48 punti ferita ogni giocatore potrebbe mettere in gioco 2 draghi.
La SFR ha pubblicato dieci draghi ibridi bicolori, 5 draghi ibridi avorio/colore e un drago bianco ognuno con due forme possibili, wyrm e drake.

### Le razze
Ognuna delle razze di Dragon Dice ha una propria icona che indica un'azione di base. Per esempio l'attacco con armi da lancio è rappresentato da un arco per i Coral Elves, una fionda per i Goblin e una pistola ad avancarica per i Lava Elf. Ogni razza dispone di diverse icone speciali per le proprie unità rare o mostruose. A partire dalla pubblicazione dei Firewalker ogni razza dispone di incantesimi unici non disponibili ad altre razze.
- Coral Elves (blu e verdi) pacifici elfi marini che viaggiano in navi di corallo volanti.
- Dwarves (rossi e gold) stoici guerrieri con elmetti cornuti, asce a due mani e scudi.
- Goblins (oro e nero) disgustose e voraci creature che cavalcano lupi o leopardi e lanciano maledizioni.
- Lava Elves (rossi e nero) feroci maghi della morte, armati con pistole e sciabole.
- Amazons (avorio con icone porpora), gli unici umani del gioco. Lanciano magie basate sul terreno che occupano.
- Firewalkers (blu e rosso) guerrieri del sole volati fino a Esfah per combattere per sport
- Undead (neri e avorio con icone verdi), cadaveri rianimati, possono usare solo la magia della morte.
- Ferals (oro e blu) una variante di ibridi bestia/umani o uccelli/umani che combattono con armi in pietra.
- Swamp Stalkers (verdi e nero) orrendi uomini-serpente che mutano le altre razze a propria somiglianza.
- Frostwings (neri e blu) creature volanti pelose con un'affinità per il ghiaccio. Come ultimo prodotto pubblicato dalla TSR furono stampati in quantità minore delle altre razze e sono quindi più rari delle altre razze.
- Scalders (rossi e verdi), the only "kicker" produced by Wizards of the Coast before the games production ceased, are twisted, malicious faeries and can harm those who attack them.
- Treefolk (oro e verdi) pubblicati dalla SFR dopo l'acquisizione della licenza.
- Eldarim, la razza originale di Esfah, rappresentanti da un singolo dado monocolore chiamato Champion e che vale quattro punti salute. Nel 2004 la SFR pubblicò una nuova espansione intitolata Acolytes of Eldarim, che conteneva unità monocolore del valore che andava da uno a tre punti salute rappresentanti individui che avevano abbandonato la loro eredità razziale per apprendere dai campioni Eldarim. Questa espansione include una nuova classe di unità i "portatori di scudo" (Shield Bearer).

### Gioco
Prima dell'inizio della partita i giocatori dividono i propri eserciti in tre armate, Home ("casa"), Horde ("horda") e Campaign ("campagna"), ognuna composta da almeno un dado e non oltre la metà delle sue intere forze (questa restrizione si applica solo alla disposizione iniziale e può variare nel corso della partita). L'armata di casa difende il terreno d'origine del giocatore, l'orda è piazzata su un terreno d'origine dell'avversario e quella di campagna è posta alla frontiera. Prima dell'inizio del gioco i giocatori tirano i dadi della loro armata orda e il giocatore con più punti manovra può scegliere il terreno della frontiera oppure iniziare il gioco.
Nel suo turno un giocatore può compiere due marce o azioni con le sue armate. Le azioni che può intraprendere dipendono dall'icona mostrata sulla faccia del dado terreno. Comunque una singola armata non può compiere due marce nello stesso turno.
ManovrarePrima di intraprendere un'azione con le sue armate un giocatore può decidere di tentare di cambiare la faccia del dado terreno in più o in meno. Se l'avversario si oppone ognuna tira i dadi dell'armata presente su quel terreno e e se il giocatore che tenta la manovra ottiene un numero di punti manovra pari o superiore all'avversario allora vince e può cambiare il valore del dado terreno di un punto in più o in meno. Se l'avversario non vuole o non può opporsi riesce automaticamente. Per esempio il terreno è una linea costiera con valore 5 (un valore di combattimento a distanza), un giocatore con un'armata composta principalmente da unità di mischia potrebbe volerlo cambiare in 6 (un valore di combattimento in mischia), il che gli permetterebbe di combattere in mischia o caricare l'armata avversaria.
MagiaSe la faccia mostrata dal dado terreno è un'icona di magia un giocatore può tentare di lanciare un incantesimo, tirando i dadi della sua armata e contando le icone di magia che ottiene, sommando le icone di magia e quelle che identificano le unità ottenute. Con i punti magia ottenuti il giocatore può lanciare incantesimi di sostegno alla propria armata o che danneggino quella avversaria. Gli incantesimi sono ordinati per colore e possono avere effetti come causare danno, aumentare la protezione o anche evocare un drago.
Armi da lanciose il terreno su cui si trovano le armate mostra una faccia con armi da lancio il giocatore attivo può scegliere di attaccare a distanza un'armata avversarie che si trovano su quel terreno o alla frontiera. L'armata attaccata non può rispondere all'attacco
MischiaSe il terreno su cui si trova l'armata mostra un'icona di mischia (una spada), il giocatore attivo può scegliere di ingaggiare l'avversario in una schermaglia. Si lanciano i dadi dell'esercito attaccante e tutte le icone ID e di mischia sono contate per determinare i punti di danno inflitti all'unità bersaglio. Quest'ultima tira per salvarsi (come per un attacco con armi da lancio). Una volta rimosse le perdite (se ce ne sono) è il turno dell'unità attaccata di rispondere all'attacco.
In alternativa il giocatore attaccante può scegliere di effettuare una carica. In questo caso i risultati di manovra, ID e mischia contano come danni inflitti. L'armata in difesa viene tirata contemporaneamente, e conteggia sia le icone di parata (per salvarsi dall'attacco) che le icone di mischia (per rispondere all'attacco). L'armata attaccante non può salvarsi dal danno inflitto da quella in difesa, ma per lei le icone come trample che normalmente contano come manovra oppure attacco, valgono doppio.

### Rinforzi e riserve
Se un giocatore effettua due marce può ritirare le unità che preferisce dai terreni e piazzarle nell'area di riserva. Queste unità possono alla fine del turno successivo, nella fase di rinforzo, essere spostate in qualunque terreno, ma prima di ritirarne altre nella riserva. Unità nella riserva possono effettuare una marcia, ma non una manovra su un terreno e sono limitate nell'uso della magia (non possono prendere di mira un'armata avversaria o influenzare un terreno). Fanno eccezione le amazzoni che anche dalla riserva possono eseguire una manovra con armi da lancio verso il loro terreno di casa o la frontiera.

### Icone di azioni speciali
Alcune unità hanno icone dette "SAI" (Special Action Icons) che permettono azioni eccezionali, per esempio un'icona cantrip ("trucchetto magico") permette di usare immediatamente fino a 4 punti di magia durante un'azione diversa da una manovra, e un bullseye ("centro del bersaglio") tirato durante una fase di armi da lancio colpisce un'unità specifica che deve tirare per salvarsi prima del resto della sua armata. L'icona "smite" infligge fino a quattro punti di danno a un'armata avversaria che non può salvarsi e deve rimuovere quell'ammontare di ferita prima di tirare i normali tiri salvezza.

## Storia editoriale
Dragon Dice fu pubblicato nel 1995 come parte del ventesimo anniversario della TSR. Le vendite furono inizialmente buone e la TSR produsse rapidamente diverse espansioni, oltre a promuovere aggressivamente il gioco nelle librerie tradizionali, appoggiandosi alla Random House. Comunque il gioco non vendette bene nelle librerie ed anche le vendite dei set di espansione nei negozi di giochi tradizionali non furono buone. A questo si aggiunse che le vendite dei romanzi in brossura non furono quelle attese. Nonostante guadagni per 40 milioni di dollari la TSR terminò il 1996 con poche riserve finanziarie. Quando la Random House ritornò una quantità inaspettatamente alta dei romanzi ei set di Dragon Dice invenduti, chiedendo un rimborso di diversi milioni di dollari, la TSR si trovò senza fondi. Non potendo pagare le fatture delle tipografie e delle ditte che fornivano i servizi logistici, queste rifiutarono nuovi lavori. Senza la possibilità di stampare e/o spedire prodotti la TSR si trovò senza i mezzi per generare nuovi ricavi o chiedere prestiti a breve termine. e nel 2011 fu acquistata dalla Wizards of the Coast, che pubblicò una razza aggiuntiva.
La Interplay pubblicò nel 1997 un videogioco basato su Dragondice.
La Wizards of the Coast stava per disfarsi di una grande quantità di dadi invenduti seppellendoli in una discarica tedesca, quando vendette il gioco alla SFR

### Espansioni
La SFR ha pubblicato le seguenti espansioni
- Acolytes of the Eldarim (2009)
- Dragonkin Expansion(2009)
- Battlefields (2010)
- DragonCrusader and DragonZealots